# École des ingénieurs de la ville de Paris
EIVP (École des ingénieurs de la ville de Paris) є державною школою, яка знаходиться під наглядом міста Парижа. Заснована у 1959 році, вона виконує подвійну місію підготовки, початкової та безперервної, та дослідження міських питань. Вона є членом Конференції Grandes Écoles. Її диплом був акредитований Комісією інженерних кваліфікацій з 1971 року.
EIVP проводить набір: за конкурсом фізико-математичних підготовчих курсів — загальний конкурс у Mines-Ponts (письменно) та TPE/EIVP (усно) шляхом зарахування (досьє та співбесіда) кандидатів, які мають диплом бакалавра або магістра технічних або архітектурних ВНЗ. з внутрішнього конкурсу для цільових співробітників із трьома роками досвіду. Зараз EIVP пропонує декілька видів освіти: диплом інженера, спеціалізація — міська інженерія — цикл 3 роки навчання подвійний диплом Інженер / Архітектор, спільно з Вищою Державною Архітектурною Школою Ля-Вілет (ENSAPLV) — цикл 5 років навчання підвищення кваліфікації — URBANTIC, спільно з Вищою Школою Мостобудування.
Семінари на тему «Стійкий розвиток міст» Дослідницькі роботи з тематики «проблеми сучасного міста» Щороку школа набирає понад 90 абітурієнтів для циклу інженера. Серед них близько 20 абітурієнтів — цільових співробітників, освіта яких оплачується муніципалітетом Парижа з обов'язковим восьмирічний трудовим договором після навчання.

## Міжнародний[що?]
Школа має від 10 до 15 щороку % іноземних студентів.